# Estación de Aveiro
La Estación Ferroviaria de Aveiro, también conocida como Estación de Aveiro, es una plataforma ferroviaria de la Línea del Norte, que sirve a la localidad de Aveiro, en Portugal.

## Características

### Localización y accesos
Se encuentra en la localidad de Aveiro, en frente de la Avenida de la Estación de los Ferrocarriles.

### Descripción física y clasificación
Poseía, en enero de 2011, cinco vías de circulación, con 440 a 760 m de longitud; todas las plataformas tenían 321 m de largo, y 90 cm de altura. En octubre de 2004, ostentaba la clasificación B de la Red Ferroviaria Nacional.

### Azulejos
Presenta una fachada totalmente decorada de azulejos polícromos, en tonos azules y amarillos, que representan varias escenas ferroviarias, naturales y de cultura y actividades tradicionales.
El edificio está compuesto por tres secciones; una parte central, de tres pisos, que incluye tres puertas amplias a nivel del suelo, y dos laterales simétricos, con dos pisos, conteniendo una puerta y dos arcos de sección rectangular. Esta estación se tiene como un buen ejemplo, a nivel regional, del estilo denominado de Casa Portuguesa.

### Paneles de azulejos

#### Fachada Oeste (calle)[6]
- Medallón de D. José de Salamanca y mayol;
- Medallón con embarcación;
- Medallón con el Faro de la Barra;
- Vendimias en Anadia;
- Llegada de un Barco de Pesca – S. Jacinto;
- Marinas de Sal de Aveiro;
- Márgenes del Río Voga;
- Trecho de la Ria de Aveiro;
- Entrada del Jardín – Aveiro;
- Tricana en 1916 – Aveiro;
- A Peixeira – Aveiro;
- El Pescador – Aveiro;
- Tricana en 1870 – Aveiro;
- Faro de la Barra – Aveiro;
- Puente del Pozo de S. Thiago - Valle del Voga;
- Palacio Hotel Bussaco;
- Museo Regional – Aveiro;
- Aveiro a principios del siglo XVIII;
- Trecho de la ciudad – Aveiro.

#### Fachada Este (Plataforma)[6]
- Trecho del Voga;
- Pórtico de la Capilla del Senhor das Barrocas;
- Monasterio de Alcobaça;
- Castillo de Santa Maria da Feria;
- Salidas al mar de un barco de pesca (Furadouro);
- Trecho de la Ria de Aveiro;
- Buçaco – Monumento de la Batalla.
- Castillo de Almourol;
- Iglesia de la Misericórdia;
- Medallón de Manuel Firmino;
- Armas de la Ciudad;
- Puente de la Rata – Eirol;
- Costa Nova do Prado;
- Panel conmemorativo de los 75 años de la Línea del Voga.

#### Fachada de los Sanitarios[6]
- Canal Central de la Ria de Aveiro;
- Palheiros de Costa Nova do Prado.

## Historia

### Planificación, construcción e inauguración

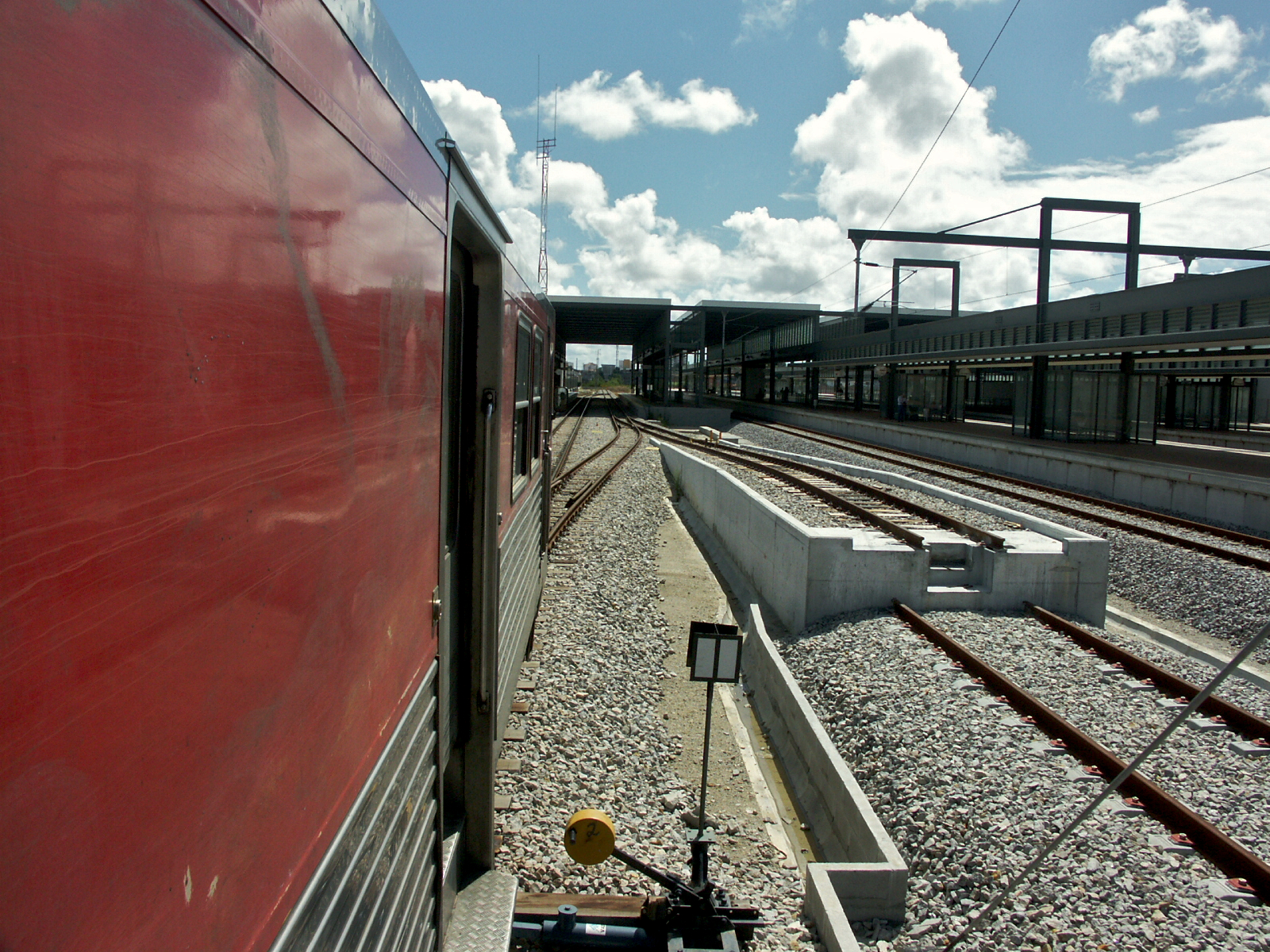
Cierre de vías en la Estación de Aveiro

El proyecto original de B. Wattier para la conexión ferroviaria entre Lisboa y Oporto, en 1856, no incluyó la construcción de una plataforma que sirviese a Aveiro; pero debido a la insistencia del diputado José Estevão, los planos fueron efectuados de nuevo, de forma que incluyese a esta localidad. Las obras de vía y en la estación se iniciaron, respectivamente, en agosto de 1861 y a principios de 1862, teniendo lugar la inauguración el 10 de abril de 1864.

### Ampliaciones y remodelaciones a lo largo delsigloXX
El pequeño edificio original se demostró, a principios del siglo XX, insuficiente para el creciente movimiento en la estación; esto llevó a que fuese ampliado en 1915.
En 1916, esta estación fue remodelada, de acuerdo con una política de la Compañía Real de los Caminhos de Ferro Portugueses, que buscaba decorar sus plataformas; esta intervención fue llevada a cabo por Licínio Pinto y Francisco Pereira, utilizando azulejos de la Fábrica Fonte Nova. Esta remodelación se vio envuelta en polémica, debido al hecho del plan original de incluir, frente a frente, retratos de José Estevão y Manuel Firmino; decidiéndose retratar finalmente solo a este último y de D. José de Salamanca y M, que efectuó la concesión de obras en la Línea del Norte.
En 1932, fue construido, en esta estación, un dormitorio para el personal de servicio, con capacidad de doce camas, y fueron ampliadas las líneas, de forma que facilitasen el servicio en el Ramal del Canal de São Roque.
En 1986, la estación, fue, nuevamente, remodelada, con ocasión de las conmemoraciones del 75.º aniversario del Ramal de Aveiro; siendo así colocado un nuevo panel de azulejos, firmado por Breda. El origen de los azulejos fue la Fábrica Viçorzette, en Águeda.
En el año 2000, fueron colocados dos paneles de azulejos adicionales, en las instalaciones sanitarias; el autor fue F. Lista, y los azulejos vinieron de la Fábrica Artecer, de Vila Nova de Gaia.

### La Estación en elsigloXX
A finales de 2004, fue anunciado que el título intermodal Andante, gestionado por varias empresas de transportes en la región de Porto, incluyendo el operador Comboios de Portugal, iba a ser extendido a la Estación de Aveiro; esta medida tuvo como objetivo facilitar los desplazamientos en esta región, e impulsionar el uso del transporte público.
En agosto de 2005, el presidente de la Cámara Municipal de Aveiro, Alberto Souto, declaró que la nueva estación ferroviaria de Aveiro iba a entrar en funcionamiento en la primera semana de octubre, pasando el antiguo edificio a pertenecer a la Alcaldía. No obstante, las taquillas continuaron funcionando en la antigua estación, y, hasta abril del año siguiente, no existían comercios en funcionamiento en la nueva plataforma.
También en 2005, fue adjudicada la construcción de una avenida, para unir la estación a la zona de la Esgueira; esta obra, cuya ejecución estuvo prevista para septiembre tuvo un presupuesto de 100.000 euros. El túnel de transporte bajo la estación fue inaugurado el 6 de octubre, pero el tráfico de automóviles solo se hizo en un sentido hasta el 19 de diciembre, fecha en que abrió en ambos sentidos.
En mayo de 2006, el presidente de la Cámara de Aveiro, Élio Maia, anunció que se iba a instalar una Colección de Arte Contemporáneo en el antiguo edificio de la Estación de Aveiro; no obstante, este proceso también se encontraba en negociaciones en abril de 2010, estando, en este momento, previsto un acuerdo en breve.
La antigua estación entró a formar parte del circuito turístico City Tour, organizado por la Región de Turismo de Aveiro en julio de 2006.
La conexión ferroviaria de Alta Velocidad con Aveiro fue discutida en octubre de 2006, habiéndose previsto una desviación sobre este asunto para finales de ese año; no obstante, quedó demostrado que era esencial utilizar la estación ferroviaria ya existente como plataforma para los servicios de alta velocidad.

### Movimiento de mercancías
En 1972, esta estación recibía sal, procedente de Villarreal de San Antonio, Fuseta, Castromarín y Tavira, en régimen de grandes volúmenes (vagones completos).